# Mestosoma spinulosa
Mestosoma spinulosa är en mångfotingart som beskrevs av Kraus 1959. Mestosoma spinulosa ingår i släktet Mestosoma och familjen orangeridubbelfotingar. Inga underarter finns listade i Catalogue of Life.